# Борц
Борц, також Боріціус (угор. Borc) — вождь половців ХІІІ столітті. 1227 року він добровільно прийняв християнство, визнавши сюзеренітет Угорського королівства. Протягом року на землі Борца вздовж річки Сірет у сучасній Румунії було засновано римо-католицьку єпархію Куманії.

## Ім'я
Його ім'я зустрічається в різних формах у сучасних записах. У папському листі 1227 року його згадують як Борца, а також у деяких документах Домініканського ордену, тоді як у хроніці Емо з Фрісландії його називають Боріціусом. Вважається, що він ідентичний тому Беговарсу, який очолював половців, що допомагали герцогу Белі в його нападі на Галицько-Волинське королівство в 1229 або 1230 році, за Галицько-Волинською хронікою. У «Commentariolum de provinciae Hungariae originibus» (1259) та наступних розповідях домініканців в Угорщині вирізняються два охрещені половці того часу: перший князь називається Брут, Брутус, Брух, Баух, Барк або Біутус, тоді як ім'я другого вождя зафіксовано як Бемброх, Бернборх, Брерот, Бібрех або Мемброк. За словами угорського історика Дьєрдя Дьєрфі, другим лідером (Мемброком) був син Борца. Румунський історик Іоан Ференц вважав Борца та Мемброка однією особою. Угорський історик Марія Магдольна Татар також назвала два імені однієї особи.
Прізвище Борц можна ототожнити з тюркським словом «барс» (Дьєрдь Дьєрффі), або «бурч», яке вживалося у значенні «перець», або «борч» (але найменш ймовірно), еквівалент «боргу» (Володимир Дрімба). За словами Сільвії Ковач, ця кореляція підтверджується давньослов'янською версією його імені (Беговарс), оскільки перший елемент імені можна пов'язати з тюркським «бей» або «бег».

## Життєпис
Цілком ймовірно, що його плем'я — Бурчоґлі (дав.-рус. Бурчебичі, угор. Borcsol) — жили на території між річками Дніпро та Оріль на території сучасної України. За літописом Емо з Фрісландії, Борц (Бориціус) був «четвертим за рангом серед головних половців». За словами Ковача, після битви на річці Калка (1223) ієрархія всередині половців була такою: Бастій виконував обов'язки верховного вождя половців, Котян і Бачман посідали друге або третє місце, а Борц серед них був четвертим. Після поразки Борц та його люди втекли на захід, а його група (також відома як «дунайські половці») оселилася в районі між Нижнім Дунаєм та південно-східними Карпатами. Його резиденцією була Карабуна, пізніше відома як Татарбунари (сучасна Україна), де інші половцькі племена вже були заселені в попередні десятиліття.
Шлях до навернення половців був відкритий після їхньої поразки на річці Калка. Борц та інші половці звернулися за допомогою до Угорщини, щоб запобігти можливому наступному монгольському вторгненню. 1226 року король Угорщини Андраш II зробив свого старшого сина Белу герцогом Трансильванії. Герцог Бела, який хотів розширити свою владу над сусідніми половецькими племенами, підтримував місіонерську діяльність монахів-домініканців. Майже сучасник Альберік Труа-Фонтенський писав, що син половецького вождя (можливо, Мемброк) у 1227 році відвідав Роберта, архиєпископа Естергомського в Угорщині, і попросив прелата охрестити його та 12 його воїнів. Мемброк також повідомив, що його батько і 2 000 його підданих також бажають приїхати до Трансільванії, щоб прийняти хрещення. Роберт прийняв пропозицію і вирушив до Трансільванії з трьома угорськими прелатами: Варфоломієм ле Гросом, єпископом Печським, Варфоломієм, єпископом Веспремським, та Рейнальдом Бельвільським, єпископом Трансільванським. За хронікою Емо, вони зустрілися з половецьким вождем Борцем і охрестили його та його воїнів у присутності герцога Бели. Борц також визнав владу над своїм племенем угорського монарха. Домініканська розповідь стверджує, що король Андраш II став хрещеним батьком Мемброка. Можливо, що Роберт і троє його суфраганів перетнули кордон через Карпати, і хрещення відбулося в Куманії. Кількість половців, які охрестилися разом зі своїм вождем, варіюється від джерела до джерела. Емо вказує на «велику кількість», Альберік зазначає 15 000, а австрійські хроніки Ватсоніс, Леоб'єнсе та Клаустронеубургенс описують 10 000 новонавернених. В обмін на присягу Борца на вірність Андраш II надав половцям привілеї на свободу та володіння землями в Трансільванії. Навернення тисяч половців супроводжувалося створенням католицького єпископства Куманії. За Альберіком, 1228 року архієпископ Роберт висвятив домініканського монаха Теодоріха єпископом нової єпархії. Територія єпископства накладалася на володіння Борца вздовж притоки Мілкова.
Наймолодший брат Бели, Андрій, князь Галицький, був вигнаний зі свого князівства навесні 1229 або 1230 року. Бела вирішив допомогти йому повернути собі трон. Герцог розпочав військову кампанію проти Данила Романовича, отримавши підтримку від Борца та його племені. Бела перетнув Карпатські гори та разом зі своїми союзниками-половцями у 1229 або 1230 році обложив Галич. Данила підтримували й інші половці під керівництвом Котяна. Можливо, Борц та його армія приєдналися до військ Бели з-за гір. Угорська експедиція закінчилася невдачею, Бела не зміг захопити Галич і вивів свої війська. У папській грамоті розповідається, що Борц та його навернені половці перебували під постійною загрозою з трьох сторін: Румського султанату, сусідніх язичницьких половців та бродників, а також православних волохів та болгар. Через небезпеку, що їм загрожувала, 1 жовтня 1229 року Папа Григорій IX оголосив, що звільняє «Куманію» (тобто землю Борца) з-під влади короля Угорщини, підпорядкувавши її безпосередньо опіці Святого Престолу. Борц помер «як добрий християнин» до першого монгольського вторгнення в Угорщину в 1241 році, до того, як за домініканськими джерелами у 1234 році було збудовано єпископську церкву. Його поховали в каплиці Діви Марії, збудованій домініканцями в Буді.